# Васил Казанджиев
Васил Иванов Казанджиев е изтъкнат български композитор, диригент и педагог, академик на БАН.

## Биография

### Произход и образование
Роден е на 10 септември 1934 г. в тогавашното село Мартен, Русенско. На 7-годишна възраст започва да свири на китара, а две години по-късно и на пиано. На дванадесет започва да композира. Първите му учители по композиция и дирижиране са Константин Илиев и Добрин Петков. През 1952 г. завършва гимназия, а през 1957 г. завършва Българска държавна консерватория. Учи композиция в класа на проф. Панчо Владигеров и дирижиране при проф. Владимир Симеонов. Още като студент в Академията той завоюва лауреатско звание за „Симфониета“ за голям оркестър на Шестия международен младежки фестивал в Москва (1957 г. – председател на журито Дмитрий Шостакович).

### Кариера
Започва кариерата си като диригент в Софийската опера. През 1965 г. е назначен за постоянен диригент на вече утвърдения и популярен „Софийски камерен оркестър“, който по-късно е преименуван на камерен ансамбъл „Софийски солисти“ и работи като негов главен диригент до 1978 г. Под ръководството на Казанджиев съставът се утвърждава като един от водещите оркестри на България и осъществява множество турнета в България и чужбина. Репертоарът на състава обхваща периода от XV до ХХ век до ново написани произведения и премиери на творби от български и чуждестранни композитори. Съставът реализира изпълнения и записи на произведения на Вивалди, Бах, Моцарт, Барток, Вебер, Шостакович, Бритън и др. Между 1979 и 1993 г. Казанджиев заема поста главен диригент на Симфоничния оркестър на БНР.
Казанджиев се занимава активно със звукозаписна дейност, а също така и с преподаване в Консерваторията: четене на партитури (от 1960 г.) и оркестрово дирижиране (от 1984 г.).
От 1985 г. е професор по оперно и симфонично дирижиране. През 2005 г. е избран за член-кореспондент на БАН. На 12 януари 2009 г. на основание чл. 9 ал. 9 от Правилника за избиране на академици (действителни членове) и член-кореспонденти (дописни членове) на БАН Управителният съвет на БАН избира чл.-кор. Васил Казанджиев за Академик в направление „Творци на изкуството“. През 2015 г. акад. Васил Казанджиев е удостоен с Държавната награда „Св. Паисий Хилендарски“.

### Творчество
Автор е на множество музикални произведения: осем симфонии и други произведения за симфоничен оркестър, инструментални концерти, музика към филми и театрални постановки, хорови и камерни творби.
Въпреки че през 60-те и 70-те години на ХХ век името на Казанджиев се свързва с българския музикален авангард, наред с такива творци като Константин Илиев, Лазар Николов и Георги Тутев, той успява да изгради собствен самобитен стил, налагайки се като един от съвременните европейски класици. В началото на XXI век той работи активно като композитор, представяйки с голям успех своя симфонична и камерна музика на различни фестивали или концертни форуми в България и в чужбина.

## Творби
Симфоничен оркестър
- „Симфониета“ (1953)
- Симфония № 1 (1959)
- „Септември 1923“ – героична увертюра (1960)
- „Апокалипсис“ (1976)
- „Капричио“ (1977)
- „Илюминации“ (1979)
- Симфония № 3 (1983)
- Симфония № 4 „Нирвана“ (2000)
- Симфония № 5 „Lux Aeterna“ (2006) в памет на Добрин Петков
- Симфония № 6 „Каскади“ (2017)
- Симфония № 7 (2018)
- Симфония № 8 (2021)

Камерен оркестър
- Complexi Sonori (1965)
- Симфония №2 „Симфония на тембрите“ (1968)
- „Картини от България“ (1970)
- „Живите икони. Възхвала на Софийската крипта“ (1970)
- „Празнична музика“ („Псалми и ритуали“) (1972)

Камерна музика
- Струнен квартет №1 „Перспективи“ (1966)
- „Строфи“ за флейта, цигулка и пиано (1968)
- Струнен квартет №2 (1972)
- Концертни импровизации (1974)
- „Епизоди“ за кларинет, арфа и ударни инструменти (1977)
- „Импулси“ за флейта, обой и фагот (1978)
- „Катарзис“ за 12 виолончела (1996)
- „Миражи“ за кларинет, цигулка, виолончело и пиано (1997)
- Струнен квартет №3 (2002)
- Трио за кларинет, виолончело и пиано (2007)

Клавирна музика
- Токата (1957)
- Соната (1959)
- „Триумф на камбаните“ (1972)

Филмова музика
- Тази кръв трябваше да се пролее (1985)
- Купете си надежда (Documentary short) (1984)
- Боянският майстор (1981)
- Тигърчето (1973)
- Татул (1972)
- Четиримата от вагона (1970)
- Сбогом, приятели! (1970)
- Шибил (1968)
- Рицар без броня (1966)
- Вълчицата (1965)
- Смърт няма (1963)
- Тютюн (1962)